# フッスィラ (クルアーン)
『フッスィラ』とは、クルアーンにおける第41番目の章（スーラ）。54の節（アーヤ）から成る。
章の冒頭に神秘文字（Muqatta'at）が置かれているもの（計29スーラ）のうちの一つ。
38節はサジダ節。